# Nijveensterkolk
De Nijveensterkolk is een schutsluis met brug aan de Hoornsedijk in de gemeente Groningen. De in 1927 aangelegde sluis met brug is rijksmonument en ligt tussen de plaatsen Groningen en Haren.
De sluis verbindt het Paterswoldsemeer met het het Hoornsediep en zo met het Noord-Willemskanaal.
Het streekje, met inbegrip van de in 1863 gebouwde poldermolen de Helper en een deel van de polder, wordt ook wel met de naam Nijveensterkolk(sluis) aangeduid.
Aan de overzijde van het Hoornsediep ligt het Lokland.

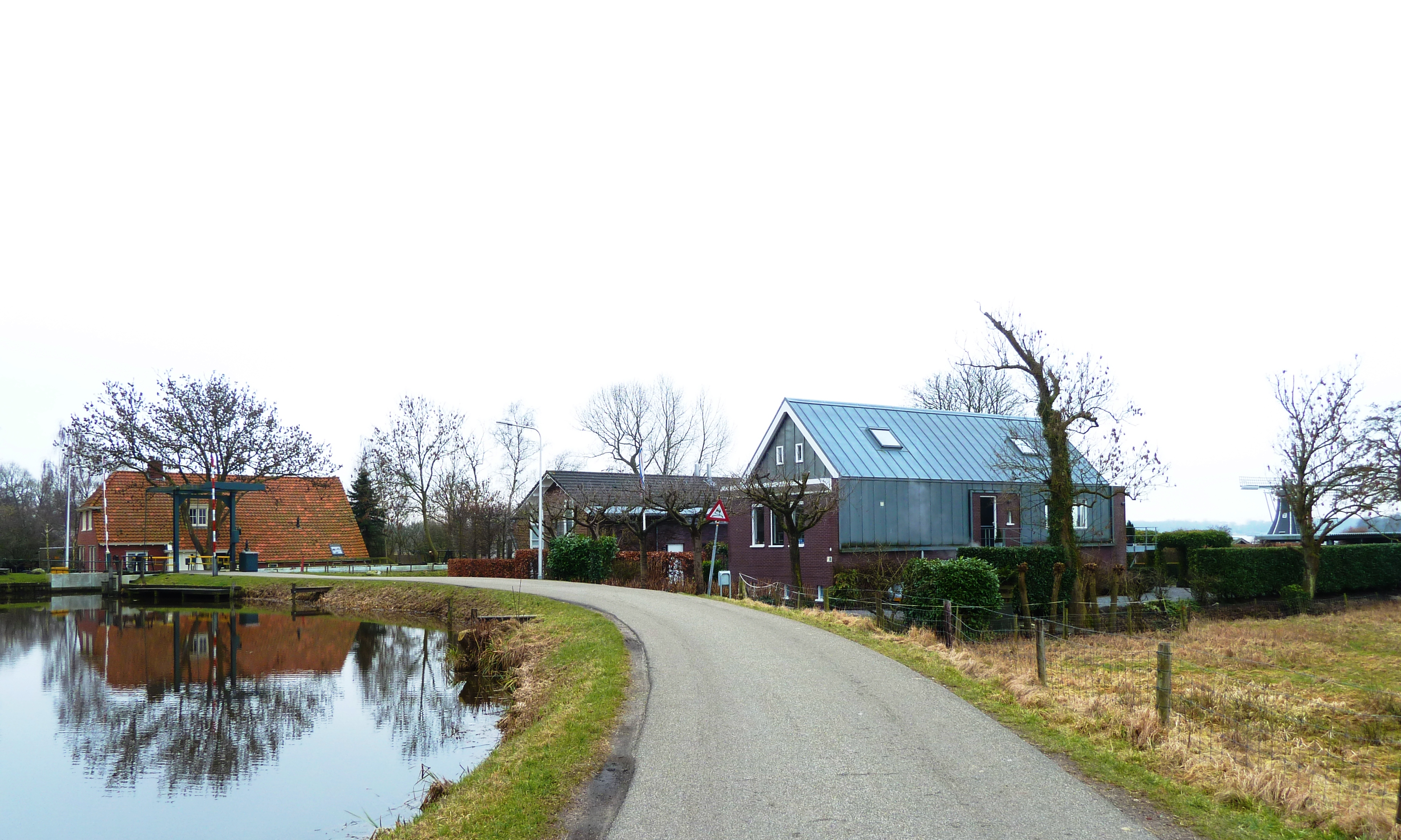
Nijveensterkolksluis gezien vanaf de Groninger kant
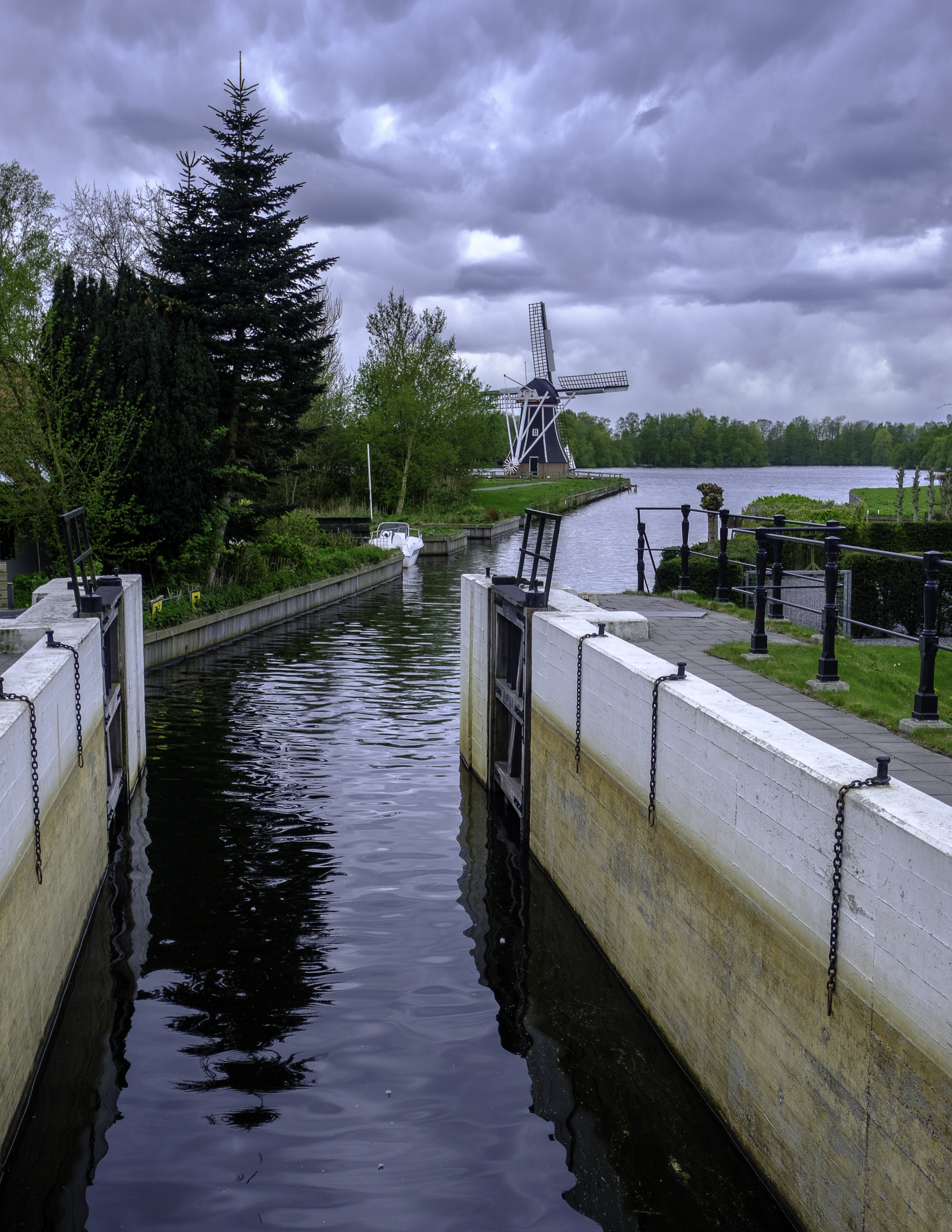
De Nijveensterkolk met De Helper op de achtergrond